# Łasica japońska
Łasica japońska (Mustela itatsi) – gatunek małego drapieżnego ssaka z rodziny łasicowatych (Mustelidae). Rodzimy w Japonii, gdzie występuje na wyspach Honshū, Kyūshū i Shikoku. Introdukowany na Hokkaidō i Wyspach Ryukyu w celu kontroli populacji gryzoni a także na wyspę Sachalin w Rosji.
Klasyfikowany wcześniej jako podgatunek łasicy syberyjskiej (M. sibirica). Oba gatunki są bardzo podobne w wyglądzie ale mają różne proporcje długości ogona do długości ciała. Także różnice genetyczne sugerują, że gatunki rozdzieliły się około 1.6-1.7 milionów lat temu. Zasięgi występowania obu gatunków pokrywają się w zachodniej Japonii, gdzie łasica syberyjska została introdukowana.
Umaszczenie pomarańczowo-brązowe z ciemniejszymi zabarwieniami na głowie. Długość ciała dorosłego samca dochodzi do 35 cm, ogona do 17 cm. Samice mniejsze od samców. Gatunek występuje zwykle w górzystych i zalesionych terenach w pobliżu wody. Dieta składa się z myszy, żab, gadów, owadów i rakowatych. Zgodnie z czerwoną księgą IUCN jest to gatunek najmniejszej troski.